# Бойзи
Вижте пояснителната страница за други значения на Бойзи.
Бойзи също и Бойси (на английски: Boise) е град и столица на щата Айдахо в САЩ. Бойзи е с население от 211 830 жители (2006) и обща площ от 165,80 км² (64 мили²). В Бойзи е представена третата по големина баска общност в света и най-голямата в САЩ с численост от около 15 000 жители.